# Bollók Istvánné
Bollók Istvánné, Keszler Márta Tünde (Budapest, 1960. július 21. – 2022. augusztus 28. vagy előtte) magyar szociálpedagógus, a Demokratikus Koalíció XXII. kerületi szervezetének elnöke, 2002–2006 között Budapest XXII. kerületének polgármestere (MSZP–SZDSZ).

## Fiatalkora és tanulmányai
Születése óta Budapest XXII. kerületében él, szülei szakszervezeti területen dolgoztak. A Hugonnai Vilma (régen Nagytétényi úti) általános iskolába járt. Első munkahelyén 1976-ban kezdett dolgozni, a Tejipari vállalat óvodájában. 1976-ban az V. kerületi Tanács Kossuth téri bölcsődéjében gondozónőként helyezkedett el. 1980-ban szerezte meg a csecsemő- és gyermekgondozó képesítését. 1986-ban a Kaffka Margit Gimnáziumban levelező tagozaton érettségizett. 1999-ben gépjármű szakoktatói szakvizsgát szerzett. A Szent István Egyetem Jaszberényi Tanítóképző Főiskolai Karán szociálpedagógusi végzettséget szerzett 2004-ben.

## Munkahelyei és munkássága
- 1976–1977 Budapesti Tejipari vállalat óvoda – képesítés nélküli óvónő
- 1977–1984 V. Kerületi Tanács bölcsőde – gondozónő
- 1984–1986 Budapesti Közlekedési Vállalat – fegyelmi és kártérítési előadó
- 1986–2000 – főállású anya
- 2000–2002 XXII. kerületi Szociális Egyesület – szociális ellátási igazgató
- 2002–2006 XXII. kerületi önkormányzat – polgármester (MSZP–SZDSZ) [3]
- 2006–2010 XXII. kerületi Önkormányzati képviselő
- 2007–2017 Sorsunk és jövőnk egyesület – szociális igazgató
- 2014–2019 XXII. kerületi önkormányzat Városüzemeltetési Kft. – felügyelő bizottsági tag
- 2017-től 40 év szolgálati viszony után – nyugdíjas
- 2019-től Budapesti Közlekedési Vállalat – felügyelő bizottsági tag

Szociális ellátási igazgatóként csökkent munkaképességűek munkavállalását segítette, ezzel is hozzájárulva az önértékelésük pozitív megítéléséhez. A szociális egyesületnél lakásukat elvesztett családokat gondozott, az intézet igazgatójaként a szakmai munkát irányította, a bántalmazott és menekített családok, édesanyák és gyermekeik befogadását szakmai elhivatottsággal végezte. Elősegítette a válsághelyzetből a kijutásukat, önálló életük újrakezdését.

## Politikai pályafutása
Az 1990-es évektől aktívan politizált. 2002-ben az önkormányzati választáson a XXII. kerület polgármesterévé választották. 2014-ben lépett be a Demokratikus Koalícióba segítve Gréczy Zsolt indulását a 2014-es önkormányzati választáson. 2017-ben választották a Demokratikus Koalíció XXII. kerület szervezet elnökévé, ezt a pozíciót töltötte be élete végéig. 2019-ben megalakult a Demokratikus Koalíció Budapesti elnöksége, aminek tagjává választották.
A 2021-es magyarországi ellenzéki előválasztáson a DK őt indította Budapesti 18. sz. országgyűlési egyéni választókerületében, a XXII. kerületben. Amikor Molnár Gyula átlépett a DK-ba, visszalépett a javára.

## Magánélete
1984. október 6-án kötött házasságot Bollók Istvánnal. Házasságukból 3 gyermek született: Tünde (1984), Tamás (1986), Anikó (1989). Mindhárman már önálló családi életet élnek. Jelenleg 2 unokája van: Milán (2018) és Mira (2020). Tagja volt a Nagytétényi Polgári Körnek, ahol a rendezvények aktív résztvevője volt.